# Guillermo Ortíz
Guillermo Hector Ortíz Camargo, né le 25 juin 1939 à Mexico au Mexique et mort le 17 décembre 2009 dans la même ville, est un joueur de football international mexicain, qui évoluait au poste d'attaquant.

## Biographie

### Carrière en club
Avec le Club Necaxa, il remporte une Coupe du Mexique.

### Carrière en sélection
Avec l'équipe du Mexique, il joue 11 matchs (pour 5 buts inscrits) entre 1961 et 1963. 
Il figure dans le groupe des sélectionnés lors de la Coupe du monde de 1962. Il ne joue aucun match lors de la phase finale de cette compétition, mais dispute toutefois deux matchs face au Paraguay comptant pour les tours préliminaires du mondial.

## Palmarès
Club Necaxa
- Coupe du Mexique (1) :
  - Vainqueur : 1959-60.

- Supercoupe du Mexique :
  - Finaliste : 1960.